# كين مكدونالد (لاعب كرة سلة)
كين مكدونالد (4 مارس 1970 ببروفيدنس في الولايات المتحدة - ) (بالإنجليزية: Ken McDonald)‏ هو مدرب كرة سلة ولاعب كرة سلة أمريكي في مركزي مدافع مسدد الهدف وهجوم خلفي. لعب مع أوستن سبيرز.

## وصلات خارجية
- كين مكدونالد على موقع كلية كرة السلة في سبورتس رفرنس.كوم (الإنجليزية)
- كين مكدونالد على موقع كلية كرة السلة في سبورتس رفرنس.كوم (الإنجليزية)